# 切布龍屬
切布龍屬（學名：Chebsaurus）是蜥腳下目真蜥腳類的一屬，是種四足的植食性恐龍。切布龍生存於侏羅紀中期的阿爾及利亞。模式種是阿爾及利亞切布龍（C. algeriensis），是由Farida Mahammed在2005年敘述、命名的，且是目前在阿爾及利亞發現的最完整蜥腳類化石。切布龍的身長約有8-9米長。
切布龍學名中的「Cheb」是來自阿拉伯語口語的「‎」，意為「青少年」，因為切布龍的化石被認為是一個幼年個體。
切布龍的頭顱骨與骨骼，都是在阿特拉斯山脈發現。